# Lithobius sulcifemoralis
Lithobius sulcifemoralis är en mångfotingart som beskrevs av Masatoshi Takakuwa 1949. Lithobius sulcifemoralis ingår i släktet Lithobius och familjen stenkrypare. Inga underarter finns listade i Catalogue of Life.